# آنتونیو رودریگو نوگیرا
آنتونیو رودریگو نوگیرا (انگلیسی: Antônio Rodrigo Nogueira؛ زادهٔ ۲ ژوئن ۱۹۷۶) جودوکار، ورزشکار هنرهای رزمی ترکیبی و بوکسور اهل برزیل است.